# 사나이 (영화)
사나이는 한국에서 제작된 홍개명 감독의 1928년 영화이다. 유신방 등이 주연으로 출연하였고 나운규 등이 제작에 참여하였다.

## 출연

### 주연
- 유신방
- 윤봉춘
- 이금룡
- 나운규
- 주삼손